# 20mm kanón Madsen
20mm kanón Madsen vyráběla dánská společnost Dansk Industri Syndikat (DISA) z Herlevu u Kodaně. Pod názvem 20 mm maskinkanon M/38 jej používala dánská armáda jako víceúčelovou protiletadlovou a protitankovou zbraň. Protože byl tento automatický kanón původně vyvinut plukovníkem Madsenem, bývá všeobecně pojmenován po svém tvůrci. V nabídce firmy DISA byla také verze v ráži 23 milimetrů.
20mm kanón Madsen se používal na těchto typech lafet:
- lehká polní lafeta – primární protitanková verze, kterou bylo možné složit a převážet na postranním vozíku motocyklu
- univerzální lafeta – víceúčelová verze, která mohla být díky kolovému podvozku tažena obsluhou
- mobilní protiletadlová lafeta – specializovaná protiletadlová verze
- lafeta se třemi opěrnými rameny – odlehčená verze pro instalaci do opevnění a pro námořnictvo

Kanóny Madsen byly exportovány do několika zemí a v řadách dánské armády byly bojově nasazeny proti německé invazi, přičemž zničily jedenáct obrněných aut a dva tanky Panzer I.